# César du meilleur premier film

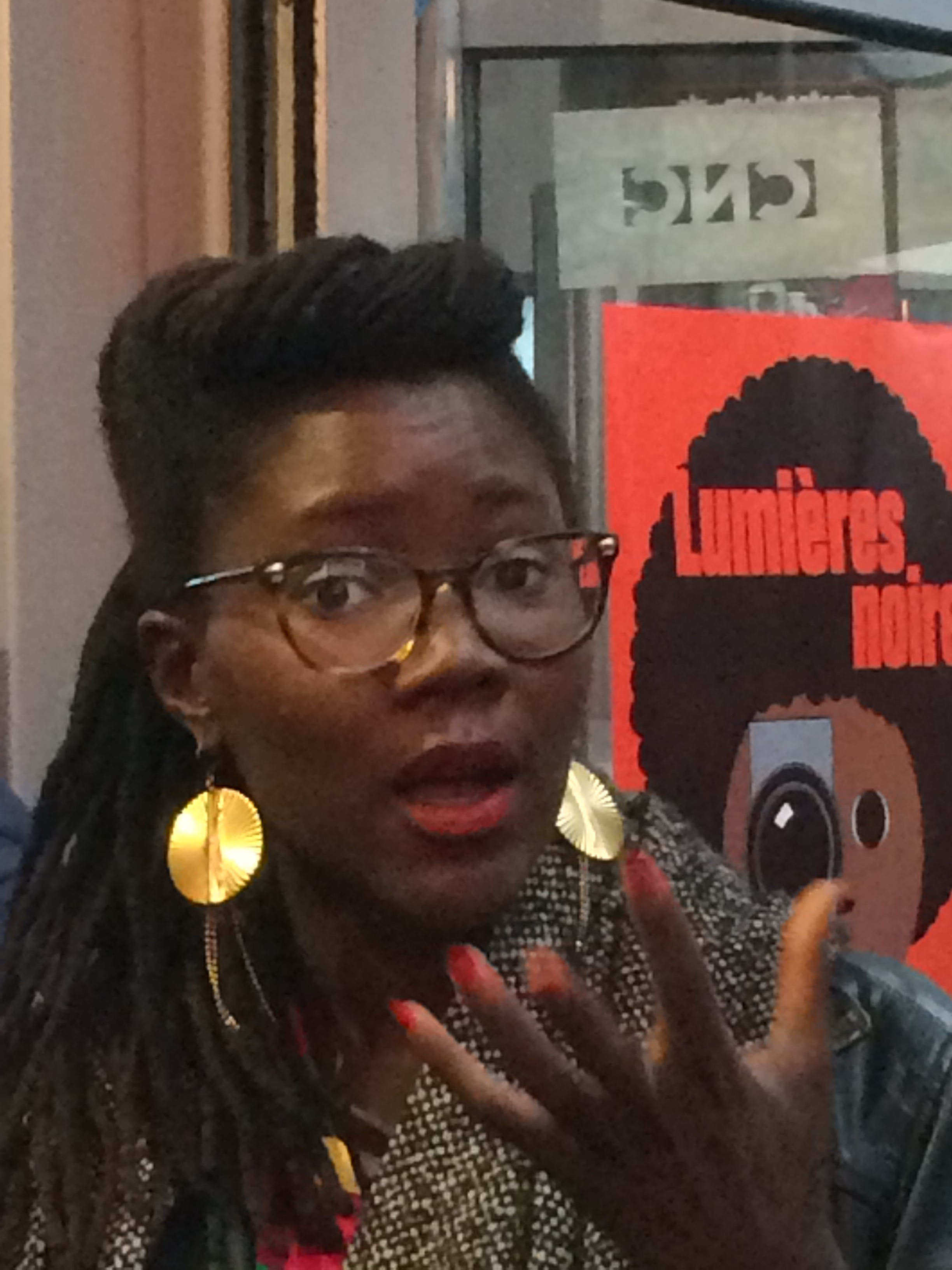
Réalisatrice française Alice Diop au festival Cinébanlieue à Saint-Denis

Le César du meilleur premier film est une récompense cinématographique française décernée par l'Académie des arts et techniques du cinéma depuis la 7e cérémonie des César en 1982.
Ce prix s'est d'abord appelé « César de la meilleure première œuvre » jusqu'en 1999, puis « César de la meilleure première œuvre de fiction » de 2000 à 2005. Il a pris son nom actuel lors de la cérémonie de 2006.
Cette catégorie a pour particularité de concerner des longs métrages qui sont les premiers dans la filmographie de leurs réalisateurs respectifs. Ainsi, chaque réalisateur ne peut prétendre qu'à une nomination dans cette catégorie lors de sa carrière. Selon le vote, il est possible de cumuler la nomination avec le César du meilleur film. Jusqu'en 2016, il était possible de remporter les deux récompenses (un doublé qui fut réalisé en 1993 par Les Nuits fauves et en 2014 par Les Garçons et Guillaume, à table !). À la suite d'une modification du règlement des César opérée le 8 novembre 2016, il n'est plus possible, pour un film, de cumuler le César du meilleur film avec celui du meilleur premier film. Si le film arrive en tête dans les deux catégories, le long-métrage arrivé en second dans celle du meilleur premier film remporte le trophée.

## Palmarès
Il est également indiqué à titre indicatif une nomination et une victoire au César du meilleur film.

### Années 1980
De 1982 à 1999 : César de la meilleure première œuvre.
- 1982 : Diva de Jean-Jacques Beineix
  - Le Jardinier de Jean-Pierre Sentier
  - Neige de Jean-Henri Roger et Juliet Berto
  - Une affaire d'hommes de Nicolas Ribowski
- 1983 : Mourir à trente ans de Romain Goupil
  - Josepha de Christopher Frank
  - Lettres d'amour en Somalie de Frédéric Mitterrand
  - Tir groupé de Jean-Claude Missiaen
- 1984 : Rue Cases-Nègres de Euzhan Palcy
  - Le Dernier Combat de Luc Besson
  - Le Destin de Juliette d'Aline Issermann
  - La Trace de Bernard Favre
- 1985 : La Diagonale du fou de Richard Dembo
  - Boy Meets Girl de Leos Carax
  - Marche à l'ombre de Michel Blanc
  - Souvenirs, Souvenirs d'Ariel Zeitoun
- 1986 : Le Thé au harem d'Archimède de Mehdi Charef
  - Harem d'Arthur Joffé
  - La Nuit porte-jarretelles de Virginie Thévenet
  - Strictement personnel de Pierre Jolivet
- 1987 : La Femme de ma vie de Régis Wargnier
  - Black Mic-Mac de Thomas Gilou
  - Je hais les acteurs de Gérard Krawczyk
  - Noir et Blanc de Claire Devers
- 1988 : L'Œil au beur(re) noir de Serge Meynard
  - Avril brisé de Liria Bégéja
  - Flag de Jacques Santi
  - Le Jupon rouge de Geneviève Lefebvre
  - Le Moine et la Sorcière de Suzanne Schiffman
- 1989 : La vie est un long fleuve tranquille de Étienne Chatiliez (nommé au César du meilleur film)
  - Camille Claudel de Bruno Nuytten (remporte le César du meilleur film)
  - Chocolat de Claire Denis
  - Drôle d'endroit pour une rencontre de François Dupeyron

### Années 1990
- 1990 : Un monde sans pitié de Éric Rochant (nommé au César du meilleur film)
  - Peaux de vaches de Patricia Mazuy
  - La Salle de bain de John Lvoff
  - La Soule de Michel Sibra
  - Suivez cet avion de Patrice Ambard
  - Tolérance de Pierre-Henri Salfati
- 1991 : La Discrète de Christian Vincent
  - Halfaouine, l'enfant des terrasses de Férid Boughedir
  - Mado, poste restante de Alexandre Abadachian
  - Outremer de Brigitte Roüan
  - Un week-end sur deux de Nicole Garcia
- 1992 : Delicatessen de Marc Caro et Jean-Pierre Jeunet
  - Les Arcandiers de Manuel Sanchez
  - L'Autre de Bernard Giraudeau
  - Fortune Express d'Olivier Schatzky
  - Lune froide de Patrick Bouchitey
- 1993 : Les Nuits fauves de Cyril Collard (remporte le César du meilleur film)
  - Nord de Xavier Beauvois
  - Riens du tout de Cédric Klapisch
  - La Sentinelle d'Arnaud Desplechin
  - Le Zèbre de Jean Poiret
- 1994 : L'Odeur de la papaye verte de Trần Anh Hùng
  - Cible émouvante de Pierre Salvadori
  - Le Fils du requin de Agnès Merlet
  - Les gens normaux n'ont rien d'exceptionnel de Laurence Ferreira Barbosa
  - Métisse de Mathieu Kassovitz
- 1995 : Regarde les hommes tomber de Jacques Audiard
  - Le Colonel Chabert d'Yves Angelo
  - Mina Tannenbaum de Martine Dugowson
  - Personne ne m'aime de Marion Vernoux
  - Petits Arrangements avec les morts de Pascale Ferran
- 1996 : Les Trois Frères de Didier Bourdon et Bernard Campan
  - En avoir (ou pas) de Laetitia Masson
  - État des lieux de Patrick Dell'Isola et Jean-François Richet
  - Pigalle de Karim Dridi
  - Rosine de Christine Carrière
- 1997 : Y aura-t-il de la neige à Noël ? de Sandrine Veysset
  - L'Appartement de Gilles Mimouni
  - Bernie d'Albert Dupontel
  - Encore de Pascal Bonitzer
  - Microcosmos : Le Peuple de l'herbe de Marie Pérennou et Claude Nuridsany (nommé au César du meilleur film)
- 1998 : Didier de Alain Chabat
  - L'Autre Côté de la mer de Dominique Cabrera
  - Les Démons de Jésus de Bernie Bonvoisin
  - Ma vie en rose d'Alain Berliner
  - La Vie de Jésus de Bruno Dumont
- 1999 : Dieu seul me voit (Versailles-Chantiers) de Bruno Podalydès
  - L'Arrière pays de Jacques Nolot
  - Le Gone du Chaâba de Christophe Ruggia
  - Jeanne et le Garçon formidable d'Olivier Ducastel et Jacques Martineau
  - La Vie rêvée des anges d'Érick Zonca (remporte le César du meilleur film)

### Années 2000
De 2000 à 2005 : César de la meilleure première œuvre de fiction.
- 2000 : Voyages de Emmanuel Finkiel
  - La Bûche de Danièle Thompson
  - Les convoyeurs attendent de Benoît Mariage
  - Haut les cœurs ! de Sólveig Anspach
  - Karnaval de Thomas Vincent
- 2001[2] : Ressources humaines de Laurent Cantet
  - Nationale 7 de Jean-Pierre Sinapi
  - Scènes de crimes de Frédéric Schoendoerffer
  - La Squale de Fabrice Genestal
  - Stand-by de Roch Stéphanik
- 2002 : No Man's Land de Danis Tanović
  - Grégoire Moulin contre l'humanité d'Artus de Penguern
  - Ma femme est une actrice d'Yvan Attal
  - Le Peuple migrateur de Michel Debats, Jacques Perrin et Jacques Cluzaud
  - Une hirondelle a fait le printemps de Christian Carion
- 2003 : Se souvenir des belles choses de Zabou Breitman
  - Carnages de Delphine Gleize
  - Filles perdues, cheveux gras de Claude Duty
  - Irène de Ivan Calbérac
  - Mon idole de Guillaume Canet
- 2004 : Depuis qu'Otar est parti… de Julie Bertuccelli
  - Il est plus facile pour un chameau... de Valeria Bruni Tedeschi
  - Père et Fils de Michel Boujenah
  - Qui a tué Bambi ? de Gilles Marchand
  - Les Triplettes de Belleville de Sylvain Chomet (nommé au César du meilleur film)
- 2005 : Quand la mer monte... de Gilles Porte et Yolande Moreau
  - Brodeuses de Éléonore Faucher
  - Les Choristes de Christophe Barratier (nommé au César du meilleur film)
  - Podium de Yann Moix
  - Violence des échanges en milieu tempéré de Jean-Marc Moutout

Depuis 2006 : César du meilleur premier film.
- 2006 : Le Cauchemar de Darwin de Hubert Sauper
  - Anthony Zimmer de Jérôme Salle
  - Douches froides de Antony Cordier
  - La Marche de l'empereur de Luc Jacquet
  - La Petite Jérusalem de Karin Albou
- 2007 : Je vous trouve très beau d'Isabelle Mergault
  - Les Fragments d'Antonin de Gabriel Le Bomin
  - Mauvaise Foi de Roschdy Zem
  - Pardonnez-moi de Maïwenn
  - 13 Tzameti de Gela Babluani
- 2008 : Persepolis de Marjane Satrapi et Vincent Paronnaud (nommé au César du meilleur film)
  - Ceux qui restent d'Anne Le Ny
  - Et toi, t'es sur qui ? de Lola Doillon
  - Naissance des pieuvres de Céline Sciamma
  - Tout est pardonné de Mia Hansen-Løve
- 2009 : Il y a longtemps que je t'aime de Philippe Claudel (nommé au César du meilleur film)
  - Home d'Ursula Meier
  - Mascarades de Lyes Salem
  - Pour elle de Fred Cavayé
  - Versailles de Pierre Schoeller

### Années 2010
- 2010 : Les Beaux Gosses de Riad Sattouf
  - Le Dernier pour la route de Philippe Godeau
  - Espion(s) de Nicolas Saada
  - La Première Étoile de Lucien Jean-Baptiste
  - Qu'un seul tienne et les autres suivront de Léa Fehner
- 2011 : Gainsbourg (vie héroïque) de Joann Sfar (nommé au César du meilleur film)
  - Simon Werner a disparu... de Fabrice Gobert
  - L'Arnacœur de Pascal Chaumeil (nommé au César du meilleur film)
  - Tout ce qui brille de Géraldine Nakache et Hervé Mimran
  - Tête de Turc de Pascal Elbé
- 2012 : Le Cochon de Gaza de Sylvain Estibal
  - Dix-sept Filles de Delphine et Muriel Coulin
  - Angèle et Tony d'Alix Delaporte
  - La Délicatesse de Stéphane et David Foenkinos
  - My Little Princess d'Eva Ionesco
- 2013 : Louise Wimmer de Cyril Mennegun
  - Augustine d'Alice Winocour
  - Comme des frères d'Hugo Gélin
  - Populaire de Régis Roinsard
  - Rengaine de Rachid Djaïdani
- 2014 : Les Garçons et Guillaume, à table ! de Guillaume Gallienne (remporte le César du meilleur film)
  - La Bataille de Solférino de Justine Triet
  - En solitaire de Christophe Offenstein
  - La Fille du 14 juillet de Antonin Peretjatko
  - La Cage Dorée de Ruben Alves
- 2015 : Les Combattants de Thomas Cailley (nommé au César du meilleur film)
  - Elle l'adore de Jeanne Herry
  - Fidelio, l'odyssée d'Alice de Lucie Borleteau
  - Party Girl de Marie Amachoukeli, Claire Burger et Samuel Theis
  - Qu'Allah bénisse la France de Abd al Malik
- 2016 : Mustang de Deniz Gamze Ergüven, produit par Charles Gillibert (nommé au César du meilleur film)
  - L'Affaire SK1 de Frédéric Tellier, produit par Julien Madon et Julien Leclercq
  - Les Cowboys de Thomas Bidegain, produit par Alain Attal
  - Ni le ciel ni la terre de Clément Cogitore, produit par Jean-Christophe Reymond et Amaury Ovise
  - Nous trois ou rien de Kheiron, produit par Simon Istolainen et Sidonie Dumas
- 2017 : Divines de Houda Benyamina
  - Cigarettes et Chocolat chaud de Sophie Reine
  - La Danseuse de Stéphanie Di Giusto
  - Diamant noir de Arthur Harari
  - Rosalie Blum de Julien Rappeneau
- 2018 : Petit Paysan d'Hubert Charuel (nommé au César du meilleur film)
  - Grave de Julia Ducournau
  - Jeune Femme de Léonor Serraille
  - Monsieur et Madame Adelman de Nicolas Bedos
  - Patients de Grand Corps Malade et Mehdi Idir
- 2019 : Shéhérazade de Jean-Bernard Marlin
  - L'Amour flou de Romane Bohringer et Philippe Rebbot
  - Les Chatouilles d'Andréa Bescond et Éric Métayer
  - Jusqu'à la garde de Xavier Legrand
  - Sauvage de Camille Vidal-Naquet

### Années 2020
- 2020 : Papicha de Mounia Meddour
  - Atlantique de Mati Diop
  - Au nom de la terre de Édouard Bergeon
  - Le Chant du loup de Antonin Baudry
  - Les Misérables de Ladj Ly (remporte le César du meilleur film)
- 2021 : Deux de Filippo Meneghetti
  - Garçon chiffon de Nicolas Maury
  - Mignonnes de Maïmouna Doucouré
  - Tout simplement noir de Jean-Pascal Zadi
  - Un divan à Tunis de Manele Labidi
- 2022 : Les Magnétiques de Vincent Maël Cardona
  - Gagarine de Fanny Liatard et Jérémy Trouilh
  - La Nuée de Just Philippot
  - La Panthère des neiges de Marie Amiguet et Vincent Munier
  - Slalom de Charlène Favier
- 2023 : Saint Omer d'Alice Diop
  - Bruno Reidal, confession d'un meurtrier de Vincent Le Port
  - Falcon Lake de Charlotte Le Bon
  - Les Pires de Lise Akoka et Romane Guéret
  - Le Sixième Enfant de Léopold Legrand
- 2024 : Chien de la casse de Jean-Baptiste Durand (nommé au César du meilleur film)
  - Bernadette de Léa Domenach
  - Le Ravissement de Iris Kaltenbäck
  - Vermines de Sébastien Vaniček
  - Vincent doit mourir de Stéphan Castang
- 2025 : Vingt Dieux de Louise Courvoisier
  - Diamant brut d'Agathe Riedinger
  - Les Fantômes de Jonathan Millet
  - Le Royaume de Julien Colonna
  - Un p'tit truc en plus de Artus

## Postérité
En 2014, le magazine Slate regarda la carrière des cinéastes lauréats en détail et en déduisit que peu d'entre eux réussirent à avoir une  carrière régulièrement couronnée de succès (sauf par exemple Audiard, Cantet, Anh Hùng, Bertuccelli, ou Jean-Pierre Jeunet). D'autres eurent du succès mais s'effondrèrent à la suite de nombreux échecs.